# 辛島知己

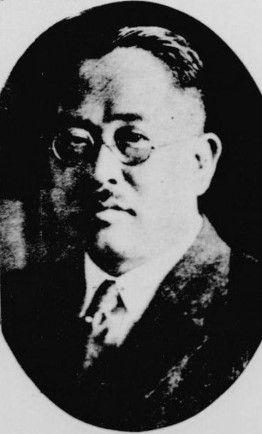
辛島知己

辛島 知己（からしま ともき、1880年（明治13年）12月12日 – 1967年（昭和42年）10月15日）は、日本の内務官僚。熊本市長。

## 経歴
熊本県熊本市に辛島格の長男として生まれる。1909年（明治42年）、東京帝国大学法科大学政治学科を卒業し、高等文官試験に合格した。衆議院試補、同書記官を経て、岩手県理事官、山梨県警察部長、静岡県警察部長、静岡県内務部長を歴任した。
1925年（大正14年）に退官した後は、熊本市長に選出された。
1930年（昭和5年）より関東庁事務官となり、大連民政署長、専売局長事務取扱を務めた。
その後は帝国発明協会専務理事・研究所総務部長となり、1943年（昭和18年）には関東州住宅営団理事長に就任した。墓所は熊本市来迎院。

## 親族
- 山内長人 - 妻の父[3]。陸軍中将。貴族院男爵議員。